# Catford
Catford – miasto Londynu, leżąca w gminie London Borough of Lewisham. W 2001 miasto liczyło 8504 mieszkańców.